# Blanche Lincoln
Blanche Meyers Lambert Lincoln (nacida el 30 de septiembre de 1960) es una política estadounidense, que se desempeñó como senadora de Arkansas desde 1999 hasta 2011. Lincoln, miembro del Partido Demócrata, fue elegida por primera vez para el Senado en 1998; ella fue la primera mujer elegida para el Senado de Arkansas desde Hattie Caraway en 1932 y, a los 38 años, fue la mujer más joven en ser elegida para el Senado. Se desempeñó previamente en la Cámara de Representantes de los Estados Unidos, representando el primer distrito congresional de Arkansas de 1993 a 1997.
Lincoln fue la primera mujer y la primera originaria de Arkansas en desempeñarse como presidenta del Comité de Agricultura, Nutrición y Silvicultura del Senado estadounidense. También se desempeñó como Presidenta de Extensión Rural para el Caucus Demócrata del Senado. En 2010 se postuló para un tercer mandato, pero perdió por un margen del 58 % a 37 % ante el representante John Boozman, cuyo hermano, Fay Boozman, fue derrotado por ella en las elecciones al Senado de Arkansas en 1998.